# Cadavre X
Cadavre X (Black Notice, dans l'édition originale en anglais) est un roman policier et thriller américain de Patricia Cornwell publié en 2000. C'est le dixième roman de la série mettant en scène le personnage de Kay Scarpetta.

## Résumé
Kay Scarpetta doit désormais travailler avec une nouvelle directrice adjointe de la police avec qui elle ne s'entend pas. Un corps est retrouvé à bord d'un cargo. Seul son tatouage pourrait permettre de l'identifier.

Personnages Principaux :